# همایون اردلان

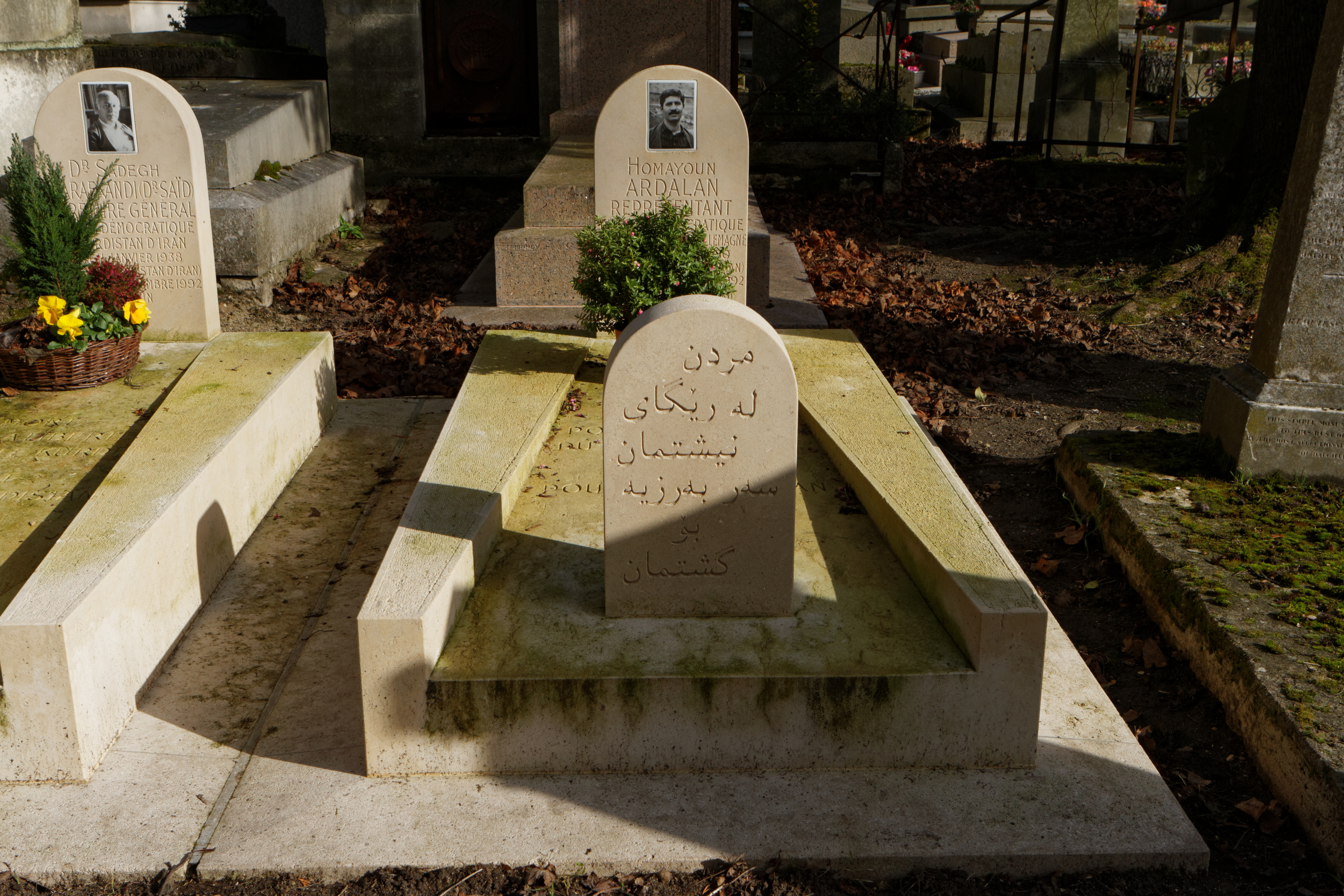
آرامگاه اردلان، در کنار شرفکندی و عبدلی در قطعهٔ ۴۲ گورستان پر-لاشز پاریس.

همایون اردلان (زادهٔ ۱۳ بهمن ۱۳۲۸ در سقز، کردستان – درگذشتهٔ ۲۶ شهریور ۱۳۷۱ در برلین، آلمان) نماینده و مسئول حزب دموکرات کردستان ایران در آلمان و عضو کمیتهٔ مرکزی این حزب بود. او همراه صادق شرفکندی، فتاح عبدلی و نوری دهکردی طی واقعهٔ ترور در میکونوس در ۱۷ سپتامبر ۱۹۹۲ در برلین کشته شدند.
همایون از خانواده اردلان‌های سقز و نوه سیف‌الله خان اردلان بود. او با آغاز انقلاب ۱۳۵۷ تحصیلات خود را دانشگاه سنندج رها کرده و به عضویت در حزب دموکرات کردستان ایران درمی‌آید. در سال ۱۳۶۲ به عضویت کمیتهٔ مرکزی حزب دموکرات برگزیده می‌شود و پس‌از آن مسئولیت کمیتهٔ حزبی سقز بر عهده او واگذار می‌شود. بعد از کنگره هشتم حزب در سال ۱۳۶۶، راهی آلمان شده و نمایندهٔ حزب دموکرات در این کشور می‌شود. او در فرانکفورت زندگی می‌کرد.